# Fågelinfluensa
Fågelinfluensa, fjäderfäinfluensa, aviär influensa eller hönspest är en term som har flera betydelser.
1. Tidigare kallades alla influensor som orsakas av influensavirus typ A, vilket är ett släkte av virus inom familjen Orthomyxoviridae för "fågelinfluensa". Detta bruk blir dock allt mer ovanligt.
2. En generell benämning på förekomst av influensavirus typ A hos vilda fåglar. Alla subtyper av influensavirus typ A förekommer hos vilda fåglar men främst hos andfåglar.
3. Inom medicin och veterinärmedicin syftar "fågelinfluensa" på en högpatogen, det vill säga en mycket smittsam sjukdom oftast med dödlig utgång, som främst drabbar fjäderfä. Denna sjukdom har ibland även visat sig kunna smitta andra djur och människor, det vill säga sjukdomen kan utvecklas till en zoonos.

Fågelinfluensa delas in i två grupper beroende på hur smittsamma och dödliga de är bland fjäderfä (speciellt kyckling): lågpatogen fågelinfluensa (LPAI) och högpatogen fågelinfluensa (HPAI). Alla kända högpatogena subtyper av fågelinfluensa har utvecklats hos tamfåglar. Den absolut främsta källan till uppkomst av högpatogen fågelinfluensa och även den största smittospridaren är handel med fjäderfä. Sentida studier har dock visat att även vilda fåglar, främst simänder, vid specifika förhållanden kan föra smittan vidare. De absolut flesta varianter av fågelinfluensa är lågpatogena och orsakar inte allvarliga sjukdomstilstånd hos vilda fåglar och kan inte smitta andra däggdjur eller människor. Högpatogen fågelinfluensa förekommer mycket sällan i det vilda.

## Subtyper
Influensaviruset typ A finns i flera subtyper, och klassificeras genom de två olika proteiner (antigener) som finns på ytan av viruset, hemagglutinin (H) och neuraminidas (N), som vardera finns i 16 respektive 9 varianter, exempelvis H1N1 etc. Detta borgar för (minst) 144 olika virustyper. Hittills är det två av dessa H-typer, H5 och H7, som har givit upphov till de varianter som har hög dödlighet och som räknas som högpatogen aviär influensa.
Virusen namnges sedan efter hur de olika typerna av dessa protein kombineras. Det vill säga H5N1 består av den femte upptäckta typen av proteinet hemagglutinin, och den första kända typen av proteinet neuraminidas.
Fåglar är värdar för alla subtyper av Influensavirus typ A och viruset förekommer normalt i tarmkanalen hos fåglar. 
Vissa forskare menar att en tredjedel av världens alla vilda fåglar är smittade med någon subtyp av fågelinfluensa och man har också visat att flest fall av individer med influensa finner man hos fåglar som flyttar för första gången.

## Lågpatogen fågelinfluensa
Lågpatogen fågelinfluensa (LPAI) är en vanligt förekommande virussjukdom bland vilda fåglar som har en närmast global utbredning. Den naturliga värden är andfåglar, måsar och vadare och den uppträder främst på hösten hos årsungar, framför allt hos simänder. Dagens forskningsläge visar att simänder påverkas måttligt av lågpatogen fågelinfluensa som låg feber i cirka två dagar. Dock har det visat sig att en variant av lågpatogen fågelinfluensa som i det närmsta är harmlös för simänder har visat sig ge beteendestörningar hos mindre sångsvan. Att änderna inte speciellt påverkas av influensan resulterar i att de som grupp kan sprida den vidare över relativt stora avstånd.

## Högpatogen fågelinfluensa
Högpatogen fågelinfluensa (HPAI) utvecklas ur lågpatogen fågelinfluensa genom exempelvis hybridisering eller mutationer. De bildas i fjäderfäbesättningar och inte bland vilda fåglar. Högpatogen fågelinfluensa som hittills orsakats av antingen H-typen H5 eller H7 hade under 42 år fram till 2001 endast uppträtt 18 gånger hos fjäderfä. Med början från 1997 i Hongkong och Italien 1999 har antalet utbrott accelererat. I några fall så har höpatogen fågelinfluensa "smittat tillbaka till naturen" och populationer av vilda fåglar har drabbats. Vissa subtyper av fågelinfluensaviruset har också visat sig farlig för människan. I Hongkong blev 18 personer sjuka i influensan 1997-1998, och 6 av dessa avled till följd av sjukdomen. 2003 blev 89 personer i Nederländerna sjuka i influensan, och av dem avled en person, en veterinär.
Hos däggdjur finns två väldokumenterade utbrott av högpatogen fågelinfluensa. Hösten 1984 insjuknade cirka 100 000 minkar i södra Sverige och 1989 och 1990 insjuknade cirka 30 000 hästar i Kina. Båda dessa virus var i sin helhet influensavirus från fågel, som fått egenskaper att spridas mellan individer inom de båda djurslagen.
Studier har visat att speciellt simänder som tidigare varit smittade av lågpatogen fågelinfluensa ibland kan utveckla ett gott skydd mot högpatogen fågelinfluensa. Detta medför i teorin att dessa individer skulle kunna föra vidare smittan vidare till många individer över en relativt stort område. Dock visar studier att högpatogen fågelinfluensa mycket sällan förekommer i det vilda.

## Kända utbrott av högpatogen influensa bland fjäderfä 1959–2003

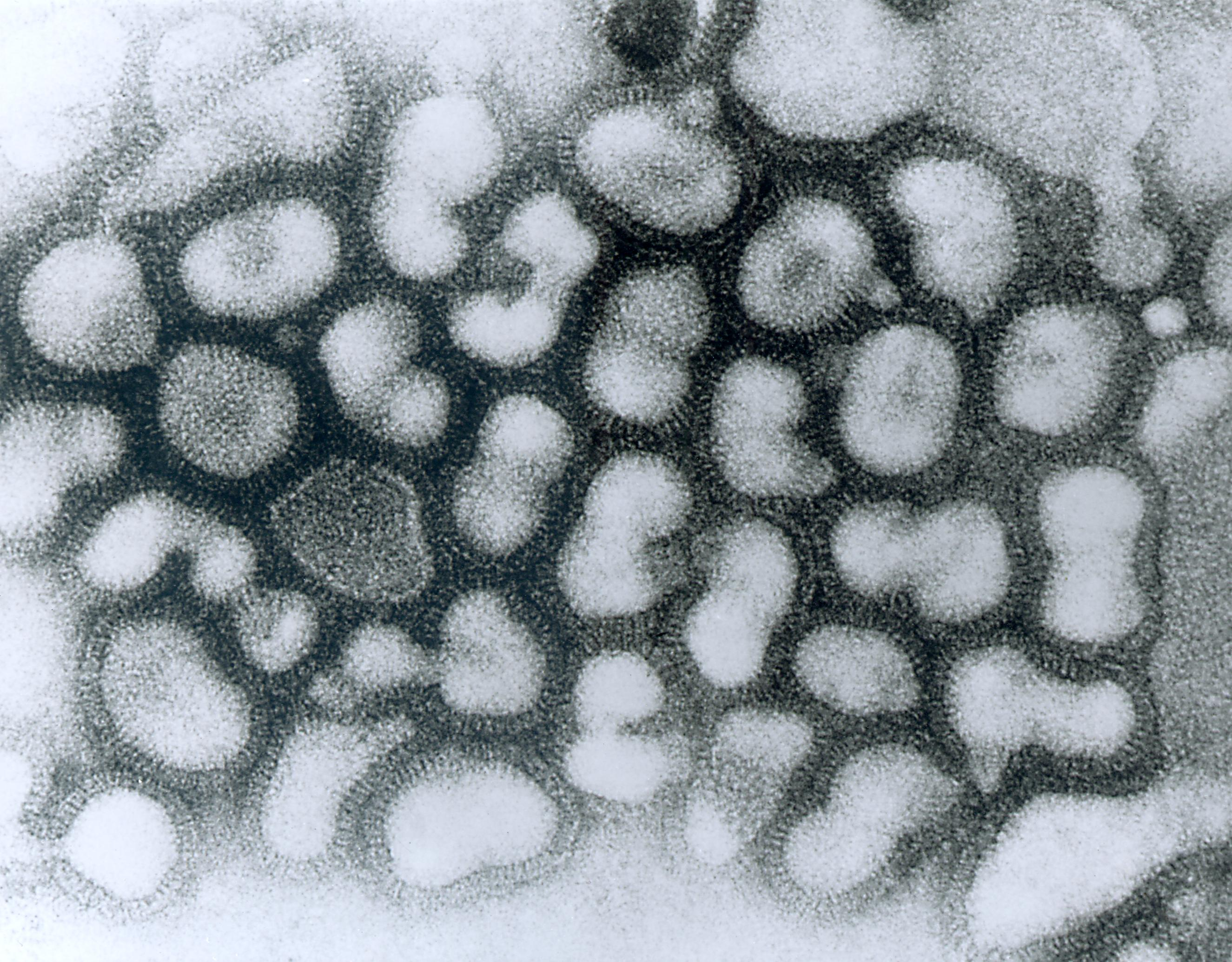
Bild tagen med elektronmikroskop av ett fågelinfluensavirus. Källa: Dr. Erskine Palmer, CDC

## Kända utbrott av högpatogen influensa bland fjäderfä 1959–2003[3]
| År | Område                       | Smittade         | Subtyp    |
| --- | ---------------------------- | ---------------- | --------- |
| 1959 | Skottland                    | kyckling         | H5N1      |
| 1963 | England                      | kalkon           | H7N3      |
| 1966 | Ontario (Kanada)             | kalkon           | H5N9      |
| 1976 | Victoria (Australien)        | kyckling         | H7N7      |
| 1979 | Tyskland                     | kyckling         | H7N7      |
| 1979 | England                      | kalkon           | H7N7      |
| 1983 | Pennsylvania (USA)*          | kyckling, kalkon | H5N2      |
| 1983 | Irland                       | kalkon           | H5N8      |
| 1985 | Victoria (Australien)        | kyckling         | H7N7      |
| 1991 | England                      | kalkon           | H5N1      |
| 1992 | Victoria (Australien)        | kalkon           | H7N3      |
| 1994 | Queensland (Australien)      | kyckling         | H7N3      |
| 1994 | Mexiko*                      | kyckling         | H5N2      |
| 1994 | Pakistan*                    | kyckling         | H7N3      |
| 1997 | New South Wales (Australien) | kyckling         | H7N4      |
| 1997 | Hongkong (Kina)*             | kyckling         | H5N1      |
| 1997 | Italien                      | kyckling         | H5N2      |
| 1999 | Italien*                     | kalkon           | H7N1      |
| 2002 | Hongkong (Kina)              | kyckling         | H5N1      |
| 2002 | Chile                        | kyckling         | H7N3      |
| 2003 | Nederländerna*               | kyckling         | H7N7      |
| 2014 | Kina                         | Kyckling         | H5N8 H5N2 |
| 2016 | Korea                        | Kyckling         | H5N8      |
| *Utbrott med stor spridning på bland flera besättningar med stora ekonomiska förluster. De flesta av de andra utbrotten omfattade bara liten eller ingen spridning från farmen där utbrottet startade |                              |                  |           |

## Utbrott av fågelinfluensa under 2014 och 2016
Under november och december år 2014, gjordes upptäckten av högpatogen fågelinfluensa (HPAI) H5 (H5N2 och H5N8). Dessa fågelinfluensavirus som hade sitt ursprung i Kina upptäcktes i flera asiatiska länder och senare även i Europa bland fjäderfä och vilda fåglar. Viruset tog sig för första gången till Nordamerika och spred sig även till mellanöstern och vissa länder i Afrika. Den plötsliga globala spridningen av H5N8 viruset tros bero på långdistansmigrerande flyttfåglar från Ryssland som förde det med sig under höstflytten .
Vanligtvis bär inte vilda and-, mås- och vadarfåglar på högpatogena virus utan endast lågpatogen fågelinfluensa (LPAI) som sällan orsakar någon allvarligare form av sjukdom hos dessa fåglar. Det nyupptäckta högpatogena influensaviruset (HPAI) hos vilda fåglar ansågs som ett potentiellt hot mot djur och eventuellt även mot människors hälsa. Dock så har ej H5N8 eller H5N2  uppvisat några tecken på att kunna smitta mellan människor utan betraktas främst som fågelsjukdom. Smitta från fågel till människa har endast skett i länder där levande fåglar säljs och där slakt sker i hemmen
I mars år 2016 rapporterades nya utbrott orsakades av H5N8-viruset. Viruset upptäcktes först i Korea där vilda fåglar blivit infekterade. Därefter upptäcktes även smittan i Ryssland i fem olika fågelarter då man upphittat en mängd döda fåglar i maj 2016. Oktober samma år upptäcktes smittan i andra delar av världen som Indien och senare i 13 olika länder i Europa. Totalt så fann viruset i fler än 30 olika fågelarter, främst olika typer av sjöfåglar. Utbrott bland fjäderfä rapporterades från Indien och flera länder i Europa som Ungern, Tyskland, Danmark Sverige och Nederländerna.

## Smittspridning
Den förmodat främsta smittspridaren av högpatogen fågelinfluensa är handel med fjäderfä och fågelprodukter som hönsgödsel. Länge trodde man att sjukdomen främst smittade genom fågelspillning men forskning har visat att den högsta koncentrationen av fågelinfluensa finns i fåglarnas saliv och att spillning inte alltid är den kraftigaste smittkällan. Andra smittvägar är sekretion från exempelvis näsa. Fåglar kan smittas av viruset genom direktkontakt med dessa utsöndringar eller genom kontakt med ytor eller förorenat vatten som är kontaminerade med dessa utsöndringar.

### Smittspridning till människa
Sjukdomen sprids till människan genom fågelspillning eller via direktkontakt med smittade fåglar. Än har inget fall av smitta mellan människor kunnat konstateras (2006-06-06). Dock smittar viruset genom kontaminerad föda, vatten och exempelvis kläder. Viruset penetrerar in i värdkroppen genom andnings- eller matsmälningssystemet. Så länge spridningen huvudsakligen sker via direktkontakt med fåglar eller deras avföring, är risken för en större epidemi bland människor inte så stor, men en anledning till den stora uppmärksamhet som fågelinfluensan fått är oron för att en förändrad variant av viruset, exempelvis genom mutation eller hybridisering, skulle få egenskapen att lättare smitta människa till människa. Sjukdomen bekämpas förebyggande genom massnödslakt av misstänkta djurbesättningar. Det finns även vaccin mot några varianter.

## Generell information om fågelinfluensaviruset
I avföring med ett pH på mellan 7 och 8 kan viruset fortleva under en längre tid. I en temperatur på 20 °C klarar sig viruset i sju dagar, i en temperatur på 4°C i 35 dagar. I avföringsbemängt vatten kan det klara sig i upp till 105 dagar. Fågelinfluensaviruset klarar sig också i produkter från fjäderfä som exempelvis kött och ägg i flera dagar i rumstemperatur och i upp till 23 dagar i 4°C. Viruset förstörs om det utsätt för en temperatur på 56 °C i tre timmar, 60 °C i en halvtimme eller 70 °C i en sekund. Även desinfektion med jod eller formalin förstör viruset vilket även lågt pH gör. För att försäkra sig om att inte smittas av kött från fjäderfä ska det upphettas till 70 °C i minst en sekund, och ägg i 60 °C i minst 3,5 minuter.

## Subtyper av fågelinfluensaviruset som har identifierats hos människor
- H1N1 Varianten som troligen låg bakom spanska sjukan, vilken dödade mellan 50 och 100 miljoner människor 1918-1919. Finns fortfarande i omlopp; drabbar både människor och grisar.[8] Svininfluensautbrottet år 2009 orsakades av en subtyp till H1N1.
- H2N2 Orsakade asiaten 1957-1958.
- H3N2 En muterad variant av asiaten-viruset, gav upphov till Hongkong-influensan 1968-1969
- H5N1 En variant som sedan 2003 har spridits i fågelbesättningar, och bland vilda fåglar, över allt större delar av Asien och Europa. Existerar både lågpatogena (ffa Nordamerika) och högpatogena (ffa Asien) varianter. Över 800 sjukdomsfall bland människor rapporterades (10 oktober 2017), med en dödlighet på mer än 50%.
- H7N2 Smittade 44 personer i Virginia, USA 2002.
- H7N3 Två identifierade fall i British Columbia, Kanada under 2004
- H7N7 Nederländerna, 2003. 89 infekterade, 1 död.
- H9N2 Tre infekterade i Kina och Hongkong
- H7N9 Spridits i Kina sedan 2013. Bekräftade fall uppgår till 1548 med 39 % dödlighet t.o.m. 2017-07. Begränsad spridning mellan människor.[9]

## Fågelinfluensa och läkemedel
Om ett högpatogent fågelinfluensavirus skulle komma att bli grunden för en pandemi bland människor så krävs det att viruset först förändras, exempelvis genom hybridisering innan det kan sprida sig mellan människor. Därför vet man inte i förväg hur ett framtida vaccin ska se ut. Ett så kallat prototypvaccin är godkänt inom EU (januari 2007) så att man snabbt ska kunna utveckla och producera ett vaccin för den aktuella virusstammen. Det finns också antivirala läkemedel, till exempel Tamiflu och Relenza (båda receptbelagda) som ger viss effekt vid virusinfektioner.